# Ste-Clotilde (Reims)

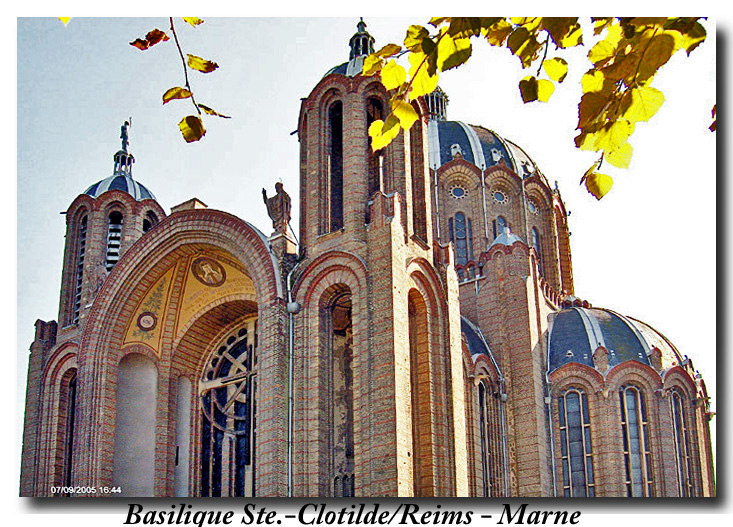
Basilika Sainte-Clotilde

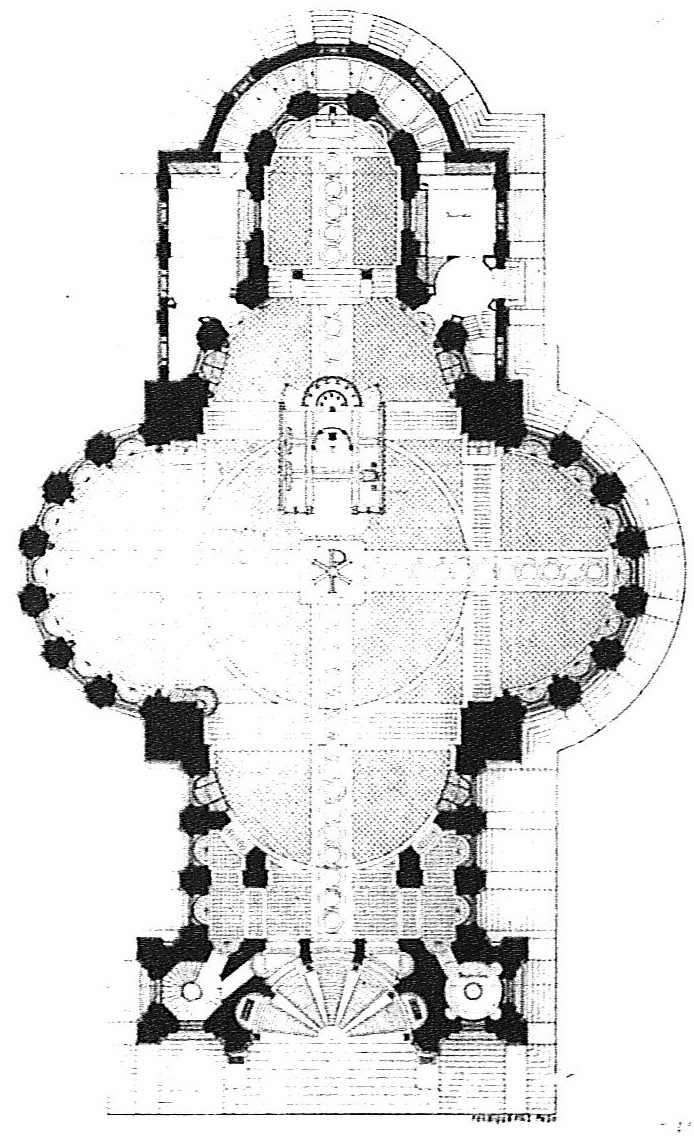
Plan der Basilika

Die Basilika Sainte-Clotilde ist eine römisch-katholische Kirche in Reims, Frankreich und damit im Erzbistum Reims. Die Kirche des befindet sich im Herzen des Viertels Sainte-Anne.

## Geschichte
Die Kirche wurde ab 1896 von dem Reimser Architekten Alphonse Gosset (1835–1914) zum 1400. Jahrestag der Taufe des Königs Chlodwig I. errichtet. Dieses Gebäude im neobyzantinischen Stil - in Form eines griechischen Kreuzes und überragt von einer Kuppel – ist der Frau Chlodwigs gewidmet. Die hier unter dem Namen Clotilde verehrte Chrodechild gilt als Ursprung der Bekehrung des Frankenkönigs zum katholischen Christentum. Das Gebäude ist inspiriert vom Petersdom in Rom und der Kirche St-Augustin in Paris. Die Kirche wurde 1902 zur Basilica minor erhoben und 1905 fertiggestellt.
Diese Basilika wurde auf Veranlassung von Kardinal Benoît-Marie Langénieux, dem damaligen Erzbischof von Reims, erbaut und sollte die Basilika der Heiligen Frankreichs werden. Zu diesem Zweck wandte er sich an alle Diözesen, die Reliquien der Heiligen anboten, die die Geschichte Frankreichs geprägt hatten. Diese wurden in der Krypta deponiert, in der mehr als 120 Reliquiare und mehr als zweitausend Reliquien aufbewahrt werden. Die Zugänglichkeit der Basilika ist auf wenige Tage stark eingeschränkt.
Die Basilika Saint-Clotilde war einer der Orte, an dem 1996 im Beisein von Papst Johannes Paul II. der 1500. Jahrestag der Taufe Chlodwigs gefeiert wurde. Am 18. April 2012 wurde die Basilika durch einen Brand beschädigt, der bei Dachreparaturarbeiten entstand. Die nördliche Halbkuppel wurde fast vollständig zerstört, aber die anderen Teile des Monuments und die in der Krypta aufbewahrten Reliquien hatten nicht gelitten. Sie wurde 2015 wiedereröffnet.